# Зенитный ракетно-пушечный комплекс

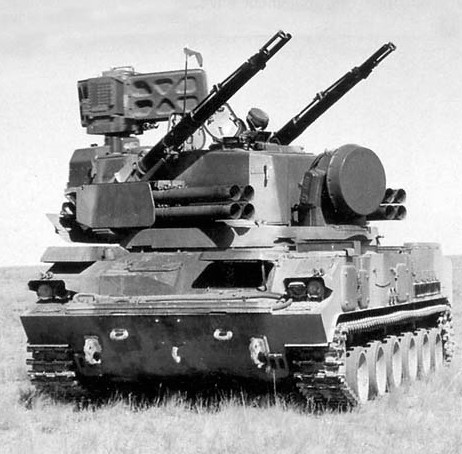
2С6 ЗРПК 2К22 «Тунгуска»

Зенитный ракетно-пушечный комплекс (ЗРПК) — комплекс, предназначенный для прикрытия войск и объектов от ударов средств воздушного нападения, в первую очередь ударных вертолётов и штурмовой авиации, действующих на предельно малых, малых и средних высотах, а также для стрельбы по легкобронированным наземным и надводным целям.
ЗРПК (ЗРАК) дальнейшее продолжение зенитного артиллерийского комплекса. Классическим представителем ЗРПК является советский самоходный комплекс 2К22 или «Тунгуска». Его основное вооружение боевой машины 2С6 составляют две спаренные автоматические пушки 2А38 калибра 30 мм и восемь зенитных управляемых ракет ближнего радиуса действия 9М311 на гусеничной базе ГМ-5975.25. Орудия имеют суммарную скорострельность около 4 000 выстр./мин.

## История
Малокалиберная зенитная артиллерия прекрасно продемонстрировала свою эффективность во время Второй мировой войны. Но с развитием реактивной авиации возникла необходимость в прикрытии войск непосредственно из их боевых порядков во время наступления. Так появились ЗСУ «Шилка» и «Вулкан».
С развитием ракетного вооружения возникла потребность и в зенитных ракетах различных дальностей действия, так как зенитная артиллерия имела небольшой радиус действия.
Объединение ракетного и артиллерийского вооружения в единый комплекс позволило компенсировать небольшую дальность стрельбы артиллерийской установки большей дальностью ракет, и возможность подавления системы наведения ракеты вражескими средствами РЭБ артиллерийским огнём, который неподвластен системам оптико- и радиоэлектронного подавления.

## Представители
Наиболее известными представителями семейства ЗРПК являются:
- 2С6 «Тунгуска»;
- 96К6 «Панцирь-С1»;
- «Сосна-РА»;
- «Кортик/Каштан»;
- M6 Bradley-Linebacker (США)